# 이승현 (1989년)
이승현(1989년 10월 27일 ~ )은 대한민국의 축구 선수이다.

## 개요
서울특별시 출생으로 숭신초등학교, 일동중학교, 일동고등학교를 졸업하였다.

## 축구인 생활

### 선수 생활
2013 K리그 드래프트를 통해 강원 FC에 입단하였다.

## 경력

### 선수 경력
- 2013년  강원 FC